# سیاهچاله دوتایی
سیاهچاله دوتایی (به انگلیسی: Binary black hole) از دو سیاهچاله که در مدارهای نزدیک به دور یکدیگر می چرخند ، تشکیل شده اند. اگرچه تنها مفهومی نظری است، اما از آنجا که در صورت وجود، قوی‌ترین منبع امواج گرانشی در جهان خواهند بود، از لحاظ اخترفیزیکی اهمیت دارند. همینطور که این سیاهچاله‌های در گردش ، امواج گرانشی تولید می‌کنند، مدار آن‌ها افت می‌کند و دوره تناوب مداری کاهش می یابد. وقتی سیاهچاله‌ها به اندازه کافی به یکدیگر نزدیک شدند، در هم ادغام می گردند.این مبحث را میتوان با برخورد دو ستاره نوترونی نیز تعمیم داد اما فرق آنها این است که با برخورد دو ستاره نوترونی انفجار صورت می گیرد ، اما با برخورد دو سیاهچاله ، فقط ادغام صورت میگیرد.

وقتی دو سیاه چاله در حال عبور از کنار همدیگر هستند ، در صورتی که آنها بهم به سمت همدیگر حرکت کنند ، اگر در میدان گرانشی یکدیگر عبور کنند ، جاذبه آن ها سبب میشود که یکدیگر را بکشند و به هم نزدیک شوند ، وقتی بهم نزدیک میشوند ، طبق قانون مرکز سنگینی سراسری ، آن دو مستقیما با یکدیگر برخورد نمی کنند ، بلکه هر دو به دور یک نقطه می چرخند.

## تعریف
اگر دو سیاهچاله از کنار یکدیگر عبور کنند ، همدیگر را می کشند و به دور یک نقطه می چرخند که به آن مرکز سنگینی سراسری می گویند. می توان مرکز سنگینی سراسری دو سیاهچاله را به صورت زیر بدست آورد :
{\displaystyle {r_{1}}={a\times {\frac {m_{2}}{{m_{1}}+{m_{2}}}}}={\frac {a}{1+{\frac {m_{1}}{m_{2}}}}}}
که : 
{\displaystyle r_{1}} فاصله جسم اول با مرکز سنگینی سراسری ،
{\displaystyle a} فاصله مرکز دو جسم ،
{\displaystyle m_{1},m_{2}}  جرم های دو جسم هستند!
چون سیاهچاله مرکز جرم آن در مرکز سیاهچاله است ، پس می توان شعاع سیاهچاله را بدست آورد که باید از شعاع شوارتزشیلد استفاده کرد که در پایین تر توضیح داده شده است ، بعد از اینکه توانستیم شعاع سیاهچاله را بدست بیاوریم ، آن را باید به شعاع شوارتزشیلد سیاهچاله دیگر و فاصله افق رویدادها اضافه کنیم که به صورت فرمول توضیح داده شده :
{\displaystyle a={{{{r_{s}}_{m}}_{1}}+{{{r_{s}}_{m}}_{2}}+{\bar {d}}}={({{{r_{s}}_{m}}_{1}}={\frac {2GM}{c^{2}}})+({{{{r_{s}}_{m}}_{2}}={\frac {2GM}{c^{2}}}})+{\bar {d}}}}
که :  
{\displaystyle a} فاصله دو مرکز جرم  بر حسب {\displaystyle km}، 
{\displaystyle ({{{r_{s}}_{m}}_{1}}={\frac {2GM}{C^{2}}})} شعاع شوارتزشیلد جرم اول که : {\displaystyle G} ثابت گرانش ، {\displaystyle M} جرم سیاهچاله بر حسب {\displaystyle kg} ، {\displaystyle C} سرعت نور بر حسب {\displaystyle {\frac {m}{s}}}
{\displaystyle {\bar {d}}} فاصله افق رویداد ها بر حسب {\displaystyle km}
توجه داشته باشید که اول باید شعاع شوارتزشیلد سیاهچاله را بدست بیاورید ، این شعاع ، شعاع سیاهچاله مذکور است که وابسته به تغییرات جرم است!
که در بخش بعدی مثالی برای آن حل شده است.

## مثال
در این مثال ، دو سیاهچاله وجود دارد که جرم هایشان متفاوت است و از کنار یگدیگر میگذرند و سپس در میدان گرانشی یکدیگر وارد میشوند و یک مرکز سنگینی سراسری میسازند ، چون دو سیاهچاله جاذبه شان بسیار زیاد است ، به مرور زمان فاصله مرکز سنگینی آنها کم می شود تا وقتی که با هم ادغام شوند. پس در نتیجه ما یک سنیگینی سراسری دقیق را بررسی می کنیم!

#### مثال)دو سیاهچاله با جرم های 100 و 125 برابر جرم خورشید ، در کنار همدیگر رد می شوند ، یک لحظه از چرخش آن دو به دور مرکز سنگینی سراسری را در نظر میگیریم که فاصله دو افق رویداد سیاهچاله 1000کیلومتر است ، مرکز سنگینی سراسری نسبت به جرم بزرگتر را بدست آورید؟
مرحله اول) اول شعاع شوارتزشیلد هر کدام از سیاهچاله ها را بدست میاوریم :
سیاهچاله اولی: 
{\displaystyle {{{r_{s}}_{m}}_{1}}={\frac {2GM}{C^{2}}}={\frac {2(6.67\times 10^{-11})\times (2\times 10^{27}(10^{2}))}{(3\times 10^{8})^{2}}}={\frac {26.68\times 10^{18}}{9\times 10^{16}}}={{\frac {26.68}{9}}\times 10^{18}\times 10^{-16}}={{2.96{\bar {4}}}\times 10^{2}}={296.{\bar {4}}km}}

سیاهچاله دومی :
{\displaystyle {{{r_{s}}_{m}}_{2}}={\frac {2GM}{C^{2}}}={\frac {2(6.67\times 10^{-11})\times (2\times 10^{27}(1.25\times 10^{2}))}{(3\times 10^{8})^{2}}}={\frac {33.35\times 10^{18}}{9\times 10^{16}}}={{\frac {33.35}{9}}\times 10^{18}\times 10^{-16}}={{3.70{\bar {5}}}\times 10^{2}}={370.{\bar {5}}km}}

مرحله دوم) به دست آوردن فاصله دو مرکز جرم یا {\displaystyle a} :
{\displaystyle a={{{{r_{s}}_{m}}_{1}}+{{{r_{s}}_{m}}_{2}}+{\bar {d}}}\Longrightarrow {296.4+370.5+1000}={1666.9km}}
مرحله سوم) جایگذاری اعداد در فرمول :
{\displaystyle {r_{1}}={\frac {a}{1+{\frac {m_{1}}{m_{2}}}}}={\frac {1666.9}{1+{\frac {100}{125}}}}={\frac {1666.9}{1.8}}=926.05km}
پس عددی که در بالا بدست آمده ، فاصله سیاهچاله اولی که 100 برابر خورشید جرم دارد ، از نقطه مرکز سنگینی سراسری است!
صحت این مثال هنوز تایید نشده است ، پس ممکن است صحیح نباشد